# Kostumbrizam
Kostrumbrizam je umjetnički pokret koji se javio kao inačica realizma, slikovito prikazujući svakodnevnicu, posebice u španjolskogovornim zemljama. Javio se i u čileanskoj književnosti. Pojavio se u drugoj polovici 19. stoljeća.
Svojstveno mu je opisivanje narodnih običaja.
Jedni od najvažnijih pripadnika ovog pokreta u Čileu su čileanski Hrvat Arturo Givovich te Vicente Borić.
Podžanr ovog pravca je cuadro de costumbres.